# International Lunar Network
Pour les articles homonymes, voir ILN.
L'International Lunar Network (Réseau International Lunaire) ou ILN était un projet de réseau de stations scientifiques automatiques disposées sur le sol lunaire. Il aurait été déployé au cours de la décennie 2010 conjointement par la NASA et les agences spatiales de plusieurs autres pays. Chaque station se serait comportée comme le nœud d'un réseau géophysique. Il était prévu que ce réseau comporte 8 à 10 stations fonctionnant simultanément, avec deux des trois installations suivantes dans chaque station : mesures sismiques, mesure des flux thermiques et rétroréflecteur laser. Certaines de ces stations devant être installées sur la face cachée de la Lune, la NASA étudiait alors au titre de sa contribution la réalisation d'un satellite assurant le relais des télécommunications. Chaque station aurait pu comporter des équipements scientifiques complémentaires pour des études locales ou concernant l'ensemble de la Lune. Ces expériences devaient inclure par exemple l'étude de l'atmosphère et de la poussière, des instruments astronomiques, des mesures de plasma, du profil électromagnétique du régolithe lunaire et de la croute.
Au cours d'une réunion qui tenue le 24 juillet 2008 à l'Institut des Sciences lunaires du centre de recherche Ames de la NASA avec les agences spatiales canadienne, française, allemande, indienne, italienne, japonaise, sud-coréenne, anglaise, les représentants des neuf agences se sont mises d'accord pour lancer le projet.
La NASA devait fournir deux paires de station, dont la première paire pour une mise en place en 2013 et 2014, et la deuxième paire en 2016-2017. Les stations étaient développées dans le cadre du  Lunar Precursor Robotic Program du Centre spatial Marshall.

### Sources
- (en) Cet article est partiellement ou en totalité issu de l’article de Wikipédia en anglais intitulé « International Lunar Network » (voir la liste des auteurs).